# Battlefront (игра, 1986)
Battlefront — пошаговая стратегическая компьютерная игра, первая часть одноименной серии игр. Была разработана и выпущена компанией Strategic Studies Group в 1986 году для Commodore 64 и Apple II. Игра представляет собой варгейм с управлением на уровне корпусов и повествует о событиях второй мировой войны.

## Сюжет
Игра содержит 4 отдельных сценария: десантная атака немецких войск на Крит, Операция «Винтергевиттер», высадка морской пехоты США в Сайпане и бои армии союзников в бельгийском городе Бастонь.

## Игровой процесс
Игрок выполняет роль командира корпуса, в составе которого может находиться до трёх дивизий, в свою очередь в сумме насчитывающих до 60 батальонов. Управление войсками осуществляется через находящиеся под контролем искусственного интеллекта штабы дивизий, командующие входящими в них формированиями и подразделениями. Боевыми единицами в игре являются батальоны, которые напрямую игрок контролировать не может, но имеет доступ к информации об их управлении, снабжении, опыте и других параметрах.
Сражения ведутся на гесагональных полях размером до 39x8 шестиугольников, соответствующих одному квадратному километру настоящей местности. Один игровой день битвы соответствует четырём ходам игрока. Максимальное количество ходов определено условиями сценария.
Играть в Battlefront можно игроку против компьютера, двум игрокам друг против друга, либо дать управление противоборствующими сторонами компьютеру и наблюдать со стороны.

## Разработка
Игра была выпущена на тех же платформах, что и предыдущие три игры компании. Для реализации игровой графики применялись аналогичные техники. Игра была создана в сжатые сроки за 14 недель. В это время вошло проектирование игры, программирование, написание руководства и упаковка готовой продукции. Роджер Китинг написал специальную дисковую операционную систему, которая позволяла быстро читать информацию с диска. Благодаря этому достигалась экономия оперативной памяти компьютера и часть информации считывалась с дискеты во время игры. Искусственный интеллект целиком находился на дискете.

## Отзывы
Рецензент журнала Computer and Video Games высоко оценил реализм, играбельность и возможность создавать пользовательские сценарии, но игровую графику назвал «ужасной». Он отметил, что многие игровые элементы трудно различимы, и по его мнению графическая составляющая — самое слабое место игры.
В 1987 году Battlefront была номинирована на награду «стратегическая игра года» по версии журнала Computer Gaming World, но уступила Gettysburg от Strategic Simulations.
Иван Брукс из Computer Gaming World в ретроспективном обзоре 1994 года поставил Battlefront три звезды из пяти возможных, назвав главным недостатком игры слабый искусственный интеллект и заключив, что «игровая система либо пленит игрока, либо оттолкнёт, третьего не дано». В 2006 году журналист из того же издания Брюс Герик в своей постоянной рубрике посвященной варгеймам назвал Battlefront легендой и заявил, что её знаковый геймплей произвёл революцию в жанре.